# Colditz
Colditz é um município da Alemanha, situado no distrito de Leipzig, no estado da Saxônia. Tem 83,55 km² de área, e sua população em 2019 foi estimada em 8.422 habitantes.